# Meelis Kanep
Meelis Kanep (* 27. Mai 1983 in Võru) ist ein estnischer Schachspieler.

## Karriere
Bei estnischen Einzelmeisterschaften belegte er in Pühajärve 2001 einen geteilten dritten Platz, 2002 in Kilingi-Nõmme den alleinigen dritten Platz, 2003 in Tallinn den zweiten Platz. 2004, 2005 und 2007, jeweils in Tallinn, konnte er die estnische Meisterschaft gewinnen. 2009 in Rakvere wurde er erneut geteilter Dritter. Im Schnellschach belegte er bei der estnischen Meisterschaft 2001 den zweiten Platz, die estnische Schnellschachmeisterschaft 2003 gewann er ebenso wie im selben Jahr die estnische Jugendmeisterschaft. Er gewann das Paul Keres Memorial in Tallinn im September 2005.
Für die Nationalmannschaft Estlands spielend nahm er an fünf Schacholympiaden (2002, 2004, 2006, 2008 und 2010) sowie zwei Mannschaftseuropameisterschaften teil (2003 und 2005). Vereinsschach spielt er außer in Estland (für Viljandi Maleseltsi) auch in Finnland (am ersten Brett von EtVaS aus Vantaa). Mit EtVaS wurde er in der Saison 2008/09 finnischer Mannschaftsmeister.
Im November 2002 erhielt er den Titel Internationaler Meister. Seit Juni 2006 ist er Großmeister. Die Normen hierfür erreichte er bei der Schacholympiade 2002 in Bled, bei der 73. Estnischen Einzelmeisterschaft 2005 in Tallinn und im selben Jahr beim ebenfalls in Tallinn ausgetragenen Paul Keres Memorial. Im April 2008 führte er zuletzt mit seiner damaligen Elo-Zahl von 2535 die estnische Elo-Rangliste an.
Seit 2019 ist er Verbandspräsident des Schachbezirks Haapsalu.